# Bourgogne (Marne)
Bourgogne is een plaats en voormalige gemeente in het Franse departement Marne in de regio Grand Est. De plaats maakt deel uit van het arrondissement Reims.

## Geschiedenis
Op 1 januari 2016 fuseerde Bourgogne met de aangrenzende gemeente Fresne-lès-Reims tot de commune nouvelle Bourgogne-Fresne.

## Geografie
De oppervlakte van Bourgogne bedraagt 14,38 km², de bevolkingsdichtheid is 72,3 inwoners per km².
De onderstaande kaart toont de ligging van Bourgogne (Marne) met de belangrijkste infrastructuur en aangrenzende gemeenten.

## Demografie
Onderstaande figuur toont het verloop van het inwonertal (bron: INSEE-tellingen).